# Alfred Uhry
Alfred Uhry (Atlanta, 3 de dezembro de 1936) é um dramaturgo e roteirista estadunidense. Ele ganhou um Oscar de melhor roteiro adaptado pelo filme Conduzindo Miss Daisy (1990).

## Prêmios e indicações
Oscars
1. 1990 — Melhor Roteiro Adaptado por Conduzindo Miss Daisy (venceu)

BAFTA Awards
1. 1991 — Melhor Roteiro Adaptado por Conduzindo Miss Daisy (indicado)

Writers Guild of America
1. 1990 — Melhor Roteiro Adaptado por Conduzindo Miss Daisy (indicado)

Tony Awards
1. 1999 — Melhor Libreto de Musical por Parade (venceu)

Prêmio Pulitzer
1. 1988 — Prémio Pulitzer de Teatro por  Driving Miss Daisy (venceu)